# Évêque d'Aberdeen
L'évêque d'Aberdeen, dénommé à l'origine évêque de Mortlach, est le chef ecclésiastique du diocèse de Aberdeen, un des plus grands et des plus importants des 13 évêchés de l'Écosse médiévale, dont le premier évêque répertorié est un clerc nommé Beoan de Mortlach (en).

## Liste des évêques d'Aberdeen

### Jusqu'à la Réforme
- fl. 1131/1132 : Nechtan (en)
- fl. 1147/1151-1171 : Édouard (en)
- 1172-1199 : Matthieu (en)
- 1199-1207 : John de Kelso (en)
- 1207-1228 : Adam de Kald (en)
- 1228-1229 : Matthew the Scot (en) (jamais sacré)
- 1228-1239 : Gilbert de Stirling (en)
- 1239-1247 : Radulf de Lamley (en)
- 1247-1256 : Peter de Ramsay
- 1256-1270/1272 : Richard de Potton (en)
- 1272-1281/1282 : Hugh de Benin (en)
- 1282-1328 : Henry le Chen (en)
- 1329 : Walter Herok (en) (jamais sacré)
- 1329-1343/1344 : Alexander de Kininmund (Ier) (en)
- 1344-1350 : William de Deyn (en)
- 1350-1354/1355 : John de Rait (en)
- 1355-1380 : Alexander de Kininmund (II) (en)
- 1380 : Simon de Ketenis (jamais sacré)
- 1380-1389 : Adam de Tyninghame (en)
- 1389-1421 : Gilbert de Greenlaw
- 1422-1440 : Henry de Lichton
- 1441-1458 : Ingram Lindsay
- 1458-1480 : Thomas Spens (en)
- 1480-1483 : Robert Blackadder (en) (jamais sacré)
- 1483-1514 : William Elphinstone
- 1514 : James Ogilvie (en) (jamais sacré)
- 1514/1515-1518 : Alexander Gordon (en) (jamais sacré)
- 1515 × 1516 : Robert Forman (en) (jamais sacré)
- 1518-1532 : Gavin Dunbar (en)
- 1529-1531 : George Learmond (en) (coadjuteur)
- 1532-1545 : William Stewart (en)
- 1545-1577 : William Gordon (en)

### Depuis la Réforme

#### Évêques de l'Église d'Écosse (1577-1689)
- 1577-1600 : David Cunningham (en)
- 1600-1616 : Peter Blackburn (en)
- 1616-1617 : Alexander Forbes (en)
- 1618-1635 : Patrick Forbes (en)
- 1635-1638 : Adam Bellenden (en)
- 1662-1663 : David Mitchel (en)
- 1663-1664 : Alexander Burnet (en)
- 1664-1682 : Patrick Scougal (en)
- 1682-1689 : George Haliburton (en)

#### Évêques de l'Église épiscopalienne écossaise (1721-1865)
- 1721-1724 : Archibald Campbell (en)
- 1724-1733 : James Gadderar (en)
- 1733-1746 : William Dunbar (en)
- 1747-1767 : Andrew Gerard (en)
- 1768-1786 : Robert Kilgour (en)
- 1786-1816 : John Skinner (en)
- 1816-1857 : William Skinner (en)
- 1857-1865 : Thomas Suther (en)

En 1865, Thomas Suther devient le premier évêque d'Aberdeen et des Orcades.

#### Vicaires apostoliques et évêques de l'Église catholique (depuis 1727)
- Vicaires apostoliques du district de Highland :
  - 1727 : Alexander John Grant
  - 1731-1773 : Hugh MacDonald
  - 1773-1779 : John MacDonald
  - 1779-1791 : Alexander MacDonald
  - 1791-1814 : John Chisholm
  - 1814-1818 : Aeneas Chisholm
  - 1819-1827 : Ranald MacDonald

- Vicaires apostoliques du district du Nord :
  - 1827-1869 : James Kyle
  - 1869-1878 : John MacDonald

- Évêques d'Aberdeen :
  - 1878-1889 : John MacDonald
  - 1889-1889 : Colin Grant
  - 1890-1898 : Hugh MacDonald
  - 1899-1918 : Aeneas Chisholm
  - 1918-1946 : George Bennett
  - 1947-1950 : John Matheson
  - 1951-1963 : Francis Walsh
  - 1964-1976 : Michael Foylan
  - 1977-2002 : Mario Conti
  - 2003-2011 : Peter Moran
  - depuis 2011 : Hugh Gilbert